# Verchnjaja Maksakovka
Verchnjaja Maksakovka (in lingua russa Верхняя Максаковка) è un insediamento di tipo urbano di 3 823 abitanti situata in Russia, nella Repubblica dei Komi. Fa parte del circondario urbano di Syktyvkar.
Si trova sulla riva destra del fiume Sysola.